# العلوب (الملاح)

تعديل مصدري - تعديل

العلوب هي إحدى قرى عزلة الملاح بمديرية الملاح التابعة لمحافظة لحج، بلغ تعداد سكانها 87 نسمة حسب تعداد اليمن لعام 2004.